# SK-1 (combinaison spatiale)
Pour les articles homonymes, voir SK1.

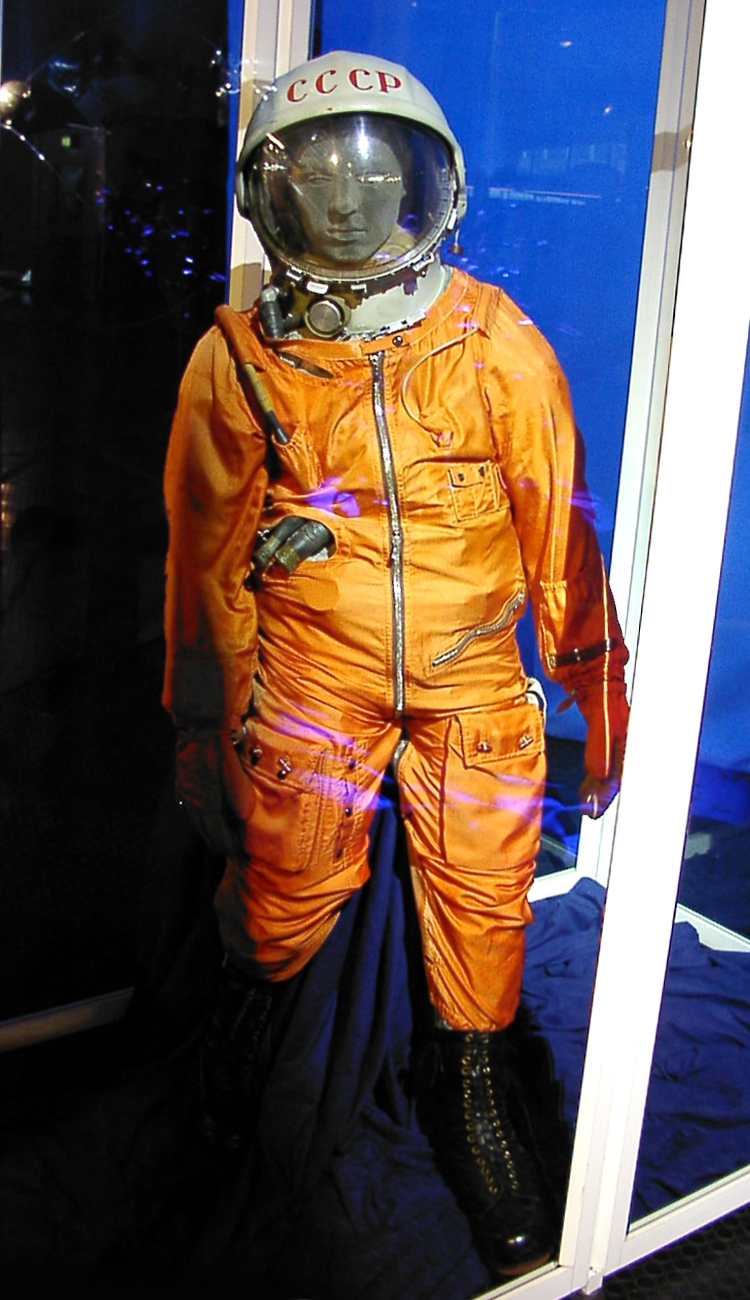
Combinaison spatiale SK-1 présentée lors de l'exposition Russia in Space (aéroport de Francfort 2002).

SK-1 (abréviation de Skafandr Kosmitscheskij 1, du russe Скафандр Космический pour « scaphandre spatial ») est la première combinaison spatiale utilisée dans l'histoire, mise au point spécifiquement par la firme NPP Zvezda pour le vol spatial habité effectué par le cosmonaute soviétique Youri Gagarine, le 12 avril 1961 à bord de Vostok 1. Elle servit de 1961 à 1963 sur toutes les missions Vostok.

## Spécifications
Les spécifications ont été établies par l'Académie des sciences de Russie et développées en moins de 6 mois par Mstislav Keldych. Objet d'intenses débats, les propriétés de la combinaison sont testées sur 20 modèles, dont deux sur des mannequins humains (au nom officieux d’« Ivan Ivanovitch ») bardés de capteurs d'acquisition de données. L'ingénieur soviétique Sergueï Korolev tranche finalement pour les spécifications suivantes :
- Nom : Combinaison spatiale SK-1/SK-2 (CK-2)[2]
- Fabricant : NPP Zvezda
- Missions: Vostok 1 à Vostok 6
- Fonction: activité intra-véhiculaire et éjection
- Pression de fonctionnement: 270 hPa à 300 hPa
- Poids : 20 kg

## Composition
La combinaison est formée de plusieurs couches superposées : à l'intérieur, un vêtement d'isolation thermique et de ventilation, puis une combinaison anti-G et un survêtement de couleur orange vif avec des prises à oxygène et électricité et un miroir cousu dans la manche pour aider à localiser le cosmonaute ; gants en nylon orange ; bottes en cuir épais ; casque pressurisé à visière double à fermeture automatique ; brassière de sauvetage gonflable en cas d'amerrissage forcé.